# Magic Power
「Magic Power」（マジック パワー）は、日本の男性アイドルグループ、Hey! Say! JUMPの8thシングルである。2011年9月21日にジェイ・ストームから発売。

## 概要
- 前作「OVER」から約3か月振りのリリース。

- 2011年シングルの第2弾であり、グループとしては初のバンド形式。

- 本作は、森本龍太郎が脱退し、9人体制になってから初のシングル。

- 初回限定盤1・2、通常盤の3形態での発売。

- 表題曲は、メンバーの山田涼介と知念侑李がメインキャストの吹き替えを務めた2011年9月9日の映画『スマーフ』の「日本語吹き替え版」の主題歌である。[1] ただし、DVDとBlu-rayでは、主題歌に起用されていない。

- 初回限定盤1のDVDには、表題曲のビデオ・クリップ+メイキングを収録。CDには、Hey!Say!BESTが歌う「スクールデイズ」のカップリング曲を収録。

- 初回限定盤2のDVDには、Hey! Say! JUMP &「勇気100％」全国ツアーより日本ガイシホール公演のライブ映像 (数曲/30分)を収録。CDには、Hey!Say!7が歌う「GET!!」のカップリング曲を収録。

- 通常盤には、「Beat Line」と「眠リノ森」と「BE ALIVE」のカップリング3曲に加えて、オリジナル・カラオケ4曲を収録。

- 当時、本作の表題曲においてMVやライブに使われていた衣装のメンバーカラーが現在の色と一部異なっており、八乙女(黄色)は黄緑、薮(黄緑)は緑、中島(水色)は黄色、岡本(緑)は水色となっていて、現在のメンバーカラーに定着するきっかけとなった13thシングルの「ウィークエンダー/明日へのYELL」が発売されるまでの約3年間は本作のメンバーカラーで続いていた。

## 仕様

### 初回限定盤・通常盤初回プレス
- スペシャルジャケット+ピクチャーレーベル

## チャート成績
- 発売初日に9.4万枚を売り上げ、デビュー曲「Ultra Music Power」より8作連続でオリコン首位を獲得した。[2]

- Japan Hot 100でもHey! Say! JUMPの曲として初めてランキング入りし、1位を獲得した。[3]

## 収録曲

### CD

#### 通常盤
1. Magic Power
作詞：岡嶋かな多、作曲：板垣祐介、編曲：石塚知生
  - 映画「スマーフ」日本語吹替版主題歌
2. Beat Line
作詞：EMI K.Lynn、作曲：Tommy Clint、編曲：CHOKKAKU
3. 眠リノ森
作詞：かなで、作曲：BOUNCEBACK、編曲：鈴木雅也
4. BE ALIVE
作詞：実ノ里、作曲：加藤裕介、編曲：石塚知生
5. Magic Power（オリジナル・カラオケ）
6. Beat Line（オリジナル・カラオケ）
7. 眠リノ森（オリジナル・カラオケ）
8. BE ALIVE（オリジナル・カラオケ）

#### 初回限定盤1
1. Magic Power
2. スクールデイズ - Hey! Say! BEST
作詞：森月キャス、作曲：川端良征、編曲：船山基紀
  - 2009年発表のオリジナル楽曲

#### 初回限定盤2
1. Magic Power
2. GET!! - Hey! Say! 7
作詞：tomomi、作曲：h-wonder、編曲：川端良征
  - 2009年発表のオリジナル楽曲

### DVD

#### 初回限定盤1
1. Magic Power（ビデオ・クリップ+メイキング）

#### 初回限定盤2
1. Hey! Say! JUMP &「勇気100％」全国ツアーより日本ガイシホール公演のライブ映像（30分）